# Anna Chełmońska-Soyta
Anna Renata Chełmońska-Soyta (ur. 2 czerwca 1961 we Wrocławiu) – polska profesor nauk weterynaryjnych, prorektor Uniwersytetu Przyrodniczego we Wrocławiu (2016–2024).

## Życiorys
Ukończyła wrocławskie IX Liceum Ogólnokształcące, a w 1985 weterynarię na Akademii Rolniczej. W 1992 doktoryzowała się tamże na podstawie pracy Adherencja Haemophilus somnus do plemników buhaja – badania in vitro (promotorka: Maria Nikołajczuk), a w 2003 habilitowała, przedstawiając dzieło Immunobiologiczne interakcje pomiędzy Ureaplasma diversum i zarodkami bydlęcymi w stadium przedimplantacyjnym. W 2012 otrzymała tytuł naukowy profesora nauk weterynaryjnych.
Bezpośrednio po studiach rozpoczęła pracę na macierzystej uczelni. Doszła do stanowiska profesor nadzwyczajnej. Od 2016 pełni funkcję Prorektor ds. innowacji i współpracy z gospodarką. Od 2003 pracuje równolegle w Instytucie Immunologii i Terapii Doświadczalnej PAN, gdzie kieruje Laboratorium Immunologii Rozrodu. Członkini Wydziału II Nauk Biologicznych i Rolniczych; Komitetu Nauk Weterynaryjnych i Biologii Rozrodu PAN.
Jej zainteresowania naukowe obejmują: immunologię rozrodu zwierząt laboratoryjnych i bydła, immunologię ciąży, immunologię okresu przedimplantacyjnego, immunologię kliniczną zwierząt towarzyszących, limfocyty Treg / limfocyty Breg. Wypromowała sześcioro doktorów.

### Rodzina
Anna Chełmońska-Soyta jest córką profesor UPWr Bronisławy Chełmońskiej oraz profesora UWr Adama Chełmońskiego. Jej mąż, Sławomir, prowadzi we Wrocławiu kancelarię adwokacką. Mają córkę Magdę.